# 아우구스토 세사르 산디노

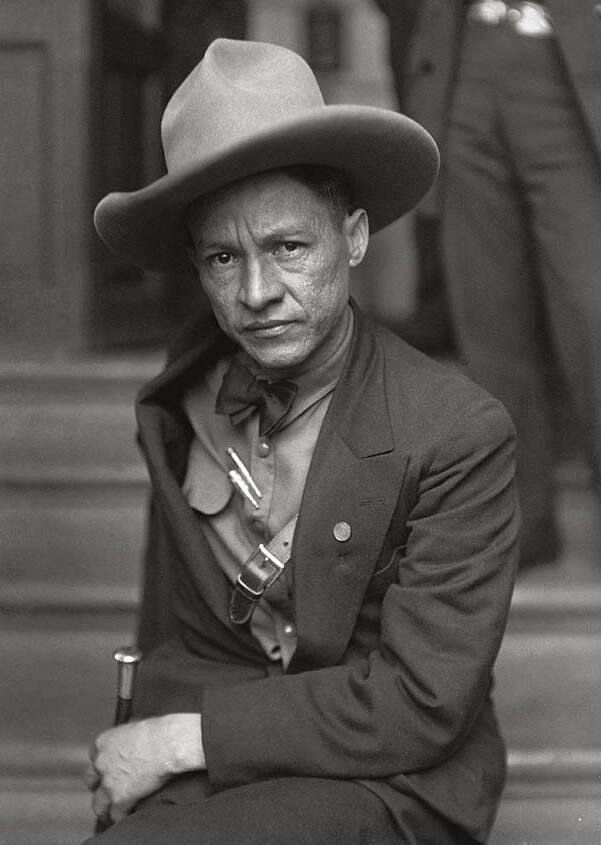

아우구스토 세사르 산디노(스페인어: Augusto César Sandino [auˈɣusto C. sanˈdino][*], 문화어: 아우구스또 쎄싸르 싼디노, 1895년 5월 18일 - 1934년 2월 21일)는 니카라과의 혁명지도자다. 1927년에서 1933년 사이 미국의 니카라과 점령에 맞서 반란을 일으켰다. 미국 정부는 그를 토비(土匪)라고 멸칭했으나, 라틴 아메리카 열국에서는 미국의 제국주의에 대한 저항의 상징으로서 영웅시되었고, 사후에 산디니스타 국민해방전선이 그를 기념하였다.

## 생애
부유한 지주와 원주민 하녀의 사생아로 태어났다. 1921년 어머니를 모욕한 마을 사람을 총으로 쏘고 멕시코로 도망쳤다가 멕시코 혁명을 경험하고 원주민 민족주의(indigenismo) 성향을 가지게 되었다.
1926년 니카라과에서는 쿠데타로 정권을 잡은 아돌포 디아스의 보수당과 이에 대항하는 후안 바티스타 사카사의 자유당 간의 니카라과 내전이 벌어졌고, 1927년 라스 세고비아스로 돌아온 산디노는 지역 농민을 모집하여 자유당 측에서 싸웠다. 그러나 1927년 5월 미국이 개입하여 협상을 강제함에 따라 양측은 무장을 해제하고 신생 군대인 국민위병을 수립, 미국의 감독 하에 선거를 치르기로 합의하였다. 산디노는 이 협상의 결과와 무장 해제 요구를 거부하였고 추종자들과 함께 세고비아 지역에서 반군 활동을 계속하였다.
1931년 니카라과 지진으로 정부가 혼란해지자 산디노의 반군은 영향권을 확대했으며, 때마침 발생한 대공황으로 해외 간섭군을 운용할 자원이 부족해진 미국은 1933년 후안 바티스타 사카사 정권의 수립을 지원한 이후 해병대를 철수하였다. 1934년 2월 산디노는 사카사와 만나 무장해제 대신 니카라과 북부에서 산디니스타들의 권리 보장을 약속받으려 했다. 그러나 산디노는 국민위병이 여전히 미국 장교들의 통제 하에 있다며 해산을 계속 요구하였고, 이에 반감을 품은 아나스타시오 소모사 가르시아 장군이 독단적으로 국민위병대에게 명령하여 21일 사카사와 회담을 마친 산디노를 암살하였다. 소모사는 산디노를 죽이고 2년 뒤 쿠데타를 일으켜 권력을 잡는다.
1961년 설립된 반군 산디니스타 민족해방전선(FSLN)은 산디노의 유지를 이음을 천명했고, 마침내 1979년 소모사 정권을 전복시켰다. 산디니스타 정권에서 산디노는 복권되었고 2010년 국민회의에서 만장일치로 그를 "국민영웅"으로 추대했다.

## 같이 보기
- 산디니스타 국민해방전선
- 니카라과
- 니카라과 사건